# Euphorbia szovitsii
Euphorbia szovitsii är en törelväxtart som beskrevs av Fisch. och Carl Anton von Meyer. Euphorbia szovitsii ingår i släktet törlar, och familjen törelväxter.

## Underarter
Arten delas in i följande underarter:
- E. s. kharputensis
- E. s. szovitsii